# Ндип Тамб, Робер
Робер Ндип Тамб (фр. Robert Ndip Tambe, род. 22 февраля 1994, Буэа) — камерунский футболист, нападающий.

## Клубная карьера
В 2016 году перешёл в клуб «Спартак (Трнава)».

## Выступления за сборную
В 2016 году дебютировал в официальных матчах в составе национальной сборной Камеруна.
В составе сборной был участником Кубка африканских наций 2017 года в Габоне.

## Достижения

### Командные
Сборная Камеруна
- Обладатель Кубка африканских наций: 2017